# Arroyo de La Portiña
El arroyo de La Portiña es un afluente del río Tajo que discurre por las Tierras de Talavera, en la provincia de Toledo. Nace en la sierra del Berrocal y atraviesa los municipios de Pepino y Talavera de la Reina. En 1947 se terminó de construir el embalse de La Portiña, que tiene una superficie de 88 ha y sirve de suministro de agua potable a la población de la ciudad de Talavera, situada a 3 km del mismo.
Durante siglos, el arroyo de La Portiña fue de gran importancia en la economía de la comarca,  sus aguas regaban las vegas agrícolas y a su paso por Talavera formaban un cauce en forma de canal que atravesaba la ciudad de norte a sur con varios puentes sobre el mismo: Puente del Pópulo, Puente Nuevo, Puente Moris. Frecuentemente las lluvias causaban desbordamientos, algunos de los cuales resultaron  catastróficos. A mediados del siglo XX se decidió entubar el canal del arroyo en todo el trazado urbano hasta su unión con el río Tajo en la zona de Entretorres. Su flora está compuesta en su recorrido de álamos, sabinas, pinos, chopos y bosque bajo. A medida que se acerca a la ciudad entra en zonas agrícolas y posteriormente su trazado se hace subterráneo. La fauna se compone de carpas, bogas y peces exógenos como los black backs o el cangrejo americano.
- Datos: Q9072063
- Multimedia: La Portiña Reservoir, Talavera de la Reina / Q9072063